# Curva de un canal
En una curva de un canal, se dan algunas particularidades en el flujo, en la parte exterior de la curva se produce una sobreelevación del nivel del agua, y se produce un efecto particular de erosión. Las formas naturales de los cursos de agua como ríos y arroyos es el de una sucesión de curvas, rara vez se tienen tramos rectos de una longitud superior a unas 20 veces el ancho del canal.

## Caracterización de la curva del canal
Richardson en 1975 clasificó las curvas de los ríos según la relación entre el radio de curva r al centro del cauce y el ancho de la superficie libre B, en los siguientes tres tipos:
| Tipo de curva | r/B       |
| ------------- | --------- |
| Limitada      | 7.0 - 8.0 |
| Libre         | 4.5 - 5.0 |
| Forzada       | 2.5 - 3.5 |

## Efecto de erosión de la curva
Con base en la clasificación de la curva, se da el tipo de erosión:
- En las curvas de tipo libre y limitado, el tirante crece gradualmente desde la transición aguas arriba de la curva, alcanzando un máximo casi en el final de la curva.
- En curvas forzadas, el tirante crece rápidamente al comienzo de la curvatura hasta un máximo en el sector central de la misma y luego decrece gradualmente hacia aguas abajo.

El tirante máximo en una curva puede estimarse con el criterio de Altunin, cuya expresión es la siguiente:
{\displaystyle h_{max}=\epsilon *h_{med}}
Donde: 
{\displaystyle h_{max}=} profundidad máxima de la curva [m],
{\displaystyle h_{med}=} tirante medio en el tramo recto ubicado aguas arriba [m],
{\displaystyle \epsilon =} coeficiente que depende de la relación r/B dados en la tabla
| r/B     | ∞    | 20   | 10   | 6    | 5    | 4    | 3    | 2    |
| ------- | ---- | ---- | ---- | ---- | ---- | ---- | ---- | ---- |
| epsilon | 1.27 | 1.33 | 1.40 | 1.48 | 1.84 | 2.10 | 2.57 | 3.00 |

## Sobreelevación del nivel del agua
En una curva de un canal, se dan algunas particularidades en el flujo, en efecto entre el interior y exterior de una curva se desarrolla una sobreelevación del nivel de agua por causa de la fuerza centrífuga. El valor de esta sobreelevación puede obtenerse con bastante precisión mediante la siguiente ecuación:
{\displaystyle D_{z}={\frac {U^{2}*B}{g*r}}}
Donde: 
Dz = sobreelevación [m],
U = velocidad media de la corriente [m/seg],
B = ancho del cauce [m],
g = aceleración de la gravedad [m/seg2]
r = radio de la curva.
Esta fuerza centrífuga explica otro efecto importante. En una sección vertical, al girar sobre un mismo radio r, se desarrolla mayor fuerza centrífuga en la superficie que en el fondo. Por causas de estas fuerzas desiguales, existen componentes de velocidad en la transversal que generan una circulación llamada «corriente secundaria». Esta corriente en la transversal, sumada al movimiento longitudinal, producen un flujo helicoidal que forma o modela la sección en las curvas. El lado exterior de la curva es más profundo por efecto del descenso de este flujo helicoidal, mientras que el interior forma una suave pendiente debido a la corriente ascendente.